# فرهنگ کلوویس
فرهنگ کلوویس (انگلیسی: Clovis culture) یکی از قدیمترین فرهنگهای باستانی شناخته شده از سرخ‌پوستان دیرین در آمریکای شمالی بوده که یافته‌هایش قابل استناد است.
این فرهنگ از حدود ۱۳۰۵۰ تا ۱۲۷۵۰ سال پیش از میلاد یعنی حدود ۳۰۰ سال فعال بوده است. باستان شناسان در اطراف کانال بلک واتر دراو، که از شهرستان روزولت در نیومکزیکو سرچشمه گرفته و حدود ۱۴۰ کیلومتر به سمت لابک در تگزاس امتداد می‌یابد، همزمان با کشف بقایای ماموت کلمبیایی در سال ۱۹۲۹، آثاری مربوط به این فرهنگ، از جمله ابزار سنگی کشف کرده‌اند.
متمایزترین ابزار کشف شده که به عنوان شاخص این فرهنگ شناخته می‌شود، سرنیزه‌هایی باریک و تیز ساخته از سنگ هستند که به نام سرنیزه کلوویس معروفند. این سرنیزه‌ها احتمالاً ابزاری چند منظوره بوده و علاوه بر قابلیت استفاده برای پرتاب روی نیزه به عنوان چاقو نیز از آنها استفاده می‌شده است.
دیگر یافته‌ها از ساخته‌های این فرهنگ، علاوه بر ابزار شکار، شامل ابزارهایی از سنگ و استخوان هستند که احتمالاً قابلیت استفاده در دباغی و نجاری داشته‌اند. این ابزارها معمولاً به صورت گروه‌بندی شده کشف شده‌اند که نشانی از فرهنگ انبارسازی و آینده نگری است. تا به حال ۲۰ نمونه از این مجموعه‌های انبار مانند کشف شده‌اند.